# Live at the Boat Club 1975
| Recensione | Giudizio |
| ---------- | -------- |
| All Music  |          |

Live at the Boat Club è un album del gruppo rock Trapeze. Il disco venne registrato il 13 settembre 1975 dal vivo al Boat Club di Nottingham per una trasmissione radiofonica dal vivo nel Regno Unito. La scaletta include brani provenienti dai quattro album pubblicati dalla band nella prima metà degli anni '70 Medusa (1970), You Are the Music...We're Just the Band (1972), Hot Wire (1974) e Trapeze (1976). Il CD include un booklet di 12 pagine con foto rare, una biografia e delle note di copertina del chitarrista solista Mel Galley.

## Accoglienza
L'album rappresenta, ad oggi, l'unica testimonianza dal vivo risalente al periodo in cui Mel Galley, dopo la fuoriuscita di Hughes, era diventato il cantante del gruppo. In una recensione retrospettiva, Greg Prato ha lodato in particolare la "voce forte" del chitarrista, in grado di rendere l'interpretazione vocale della voce soul di Hughes quando richiesto. Prato ha definito questa versione del gruppo "meglio di quanto si pensasse", elogiando particolarmente la resa "esplosiva" di "The Raid" che "fa venire giù il locale".

## Tracce
1. Back Street Love – 5:13
2. You Are the Music – 5:19
3. Jury – 13:59
4. Star Breaker – 3:37
5. Way Back to the Bone – 9:44
6. Medusa – 8:07
7. Black Cloud – 15:30
8. Sunny Side of the Street – 2:58
9. The Raid – 3:55

## Formazione
- Mel Galley - chitarre, voce solista
- Rob Kendrick - chitarre
- Pete Wright - basso
- Dave Holland - batteria, percussioni